# Terca vida
Terca vida es una comedia agridulce de corte neorrealista que entronca con el cine costumbrista y pícaro español. Es una película en la que sus protagonistas luchan por sobrevivir y en esa pelea afloran sus egoísmos, bondades, miserias.... Son personajes entrañables que tratan de alcanzar, con ingenio y humor, sus ilusiones y cambiar el destino de la "terca vida" que les ha tocado vivir. Es una película española dirigida por Fernando Huertas.

## Argumento
En el bar de Julia se reúne un grupo de "perdedores" que se ganan la vida, vendiendo bocadillos en las cercanías de los campos de fútbol, haciendo chapuzas o trapicheando con cualquier cosa para sobrevivir. Uno de ellos, Juan, hace quinielas de múltiples apuestas y todas las semanas acierta y "consigue" grandes cantidades de dinero, pero de nada le sirve porque no apuesta, ya que necesitaría casi millón y medio de pesetas para hacerlo. A uno de ellos, Paco, se le ocurre que la única solución para acabar con la precaria situación en la que viven, sería jugar una de esas quinielas y así se lo propone a sus "colegas". Una vez convencidos, no escatimarán esfuerzos para conseguir el dinero. Venderán o empeñaran lo poco que tienen, pedirán prestado e incluso robarán. En esa quiniela se juegan todo; sus vidas, sus ilusiones, la posibilidad de alcanzar la felicidad, y al final todo va a depender de un resultado de difícil pronóstico, el Barcelona-Villarreal, el líder de la liga contra el colista, David contra Goliat.

## Premios
- Festival de cine Iberoamericano de Huelva 2000. COLÓN DE ORO a la mejor película, por votación popular. CARABELA DE PLATA a la mejor Opera Prima.
- PREMIOS GOYA 2000 Luisa Martín nominada a la mejor actriz revelación (2000).

## Participación en Festivales
Festival de Cine de Comedia de Peñíscola (2001).
Festival de Cine de Miami (2001). 
Festival de Cine Internacional de Las Palmas (2001)
Festival de Cine de Melilla (2001).
Festival de cine del Atlántico de Cádiz (2001).

## Reparto
| Intérprete           | Personaje              |
| -------------------- | ---------------------- |
| Santiago Ramos       | Paco                   |
| Manuel Alexandre     | Andrés                 |
| Luisa Martín         | Julia                  |
| Jorge Bosch          | Ángel                  |
| Juan Jesús Valverde  | Juan                   |
| Pilar Barrera        | Pilar                  |
| Encarna Paso         | Vicky                  |
| Lola Dueñas          | Estela                 |
| Clara Lago           | Bea                    |
| Arantxa de Juan      | Jacinta                |
| Nuria Mencía         | Ana                    |
| Alfonso Vallejo      | Fulgencio              |
| Julia Martínez       |                        |
| Manuel Andrés        | Suegro de Paco         |
| Marco Aurelio        |                        |
| Alfredo Mora         |                        |
| Helena Carrión       |                        |
| Manuel Brun          |                        |
| Paula Galimberti     |                        |
| Javier Aranda        |                        |
| Inés Sájara          |                        |
| Sandra Romero        |                        |
| Juan Polanco         |                        |
| José María Sacristán |                        |
| Ángel Amorós         | Joyero                 |
| Javier Lago          | Empleado concesionario |
| Carmen Losa          |                        |
| Carlos Romero        |                        |
| Hugo Silva           |                        |
| Santi Celaya         |                        |
| Víctor Villate       |                        |
| Rosa Estévez         | Doctora                |
| Andreu Castro        | José                   |
| José Navar           | Empleado de banco      |
| José Díaz de Espada  |                        |
| Marta Puerto Collado |                        |
| Manuel Regueiro      | Anticuario             |
| Luis Moraleda        |                        |

- Datos: Q6142162